# Niemiecko-Rosyjski Sztandar
Niemiecko-Rosyjski Sztandar (niem. Deutsche-Russische Standart, ros. Немецко-русский штандарт) – emigracyjne rosyjskie ugrupowanie polityczne o charakterze faszystowskim w latach 30. w Niemczech
Po rozwiązaniu Rosyjskiego Wyzwoleńczego Ruchu Narodowego (ROND) przez Gestapo pod koniec września 1933 r., część b. działaczy utworzyła pod koniec 1933 r. nową partię pod nazwą Niemiecko-Rosyjski Sztandar. Na jej czele stanęli Aleksandr W. Meller-Zakomelski i W.D. Gołowaczow. Członkowie ugrupowania nosili białe czapki, czarny krawat, a na ramieniu tarczkę ze swastyką w kolorze fioletowym wpisaną w brązową ramkę. Partia była finansowana przez Niemców bałtyckich. Prowadzono silną działalność propagandową, docierając nawet na Bałkany. Partia zakończyła działalność krótko po utworzeniu.